# Transmissió per microones

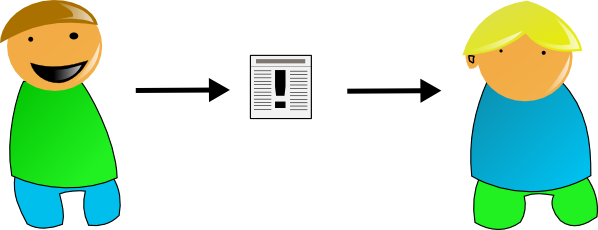
Representació de la comunicació entre un emissor, un receptor, el missatge i el medi de transmissió

Espectre electromagnètic on es pot apreciar la zona que ocupen les microones.

La Transmissió per microones és l'intercanvi d'informació entre subjectes o objectes el medi físic de la qual, són les microones.

## Microones
Parlar de microones és fer referència a una zona determinada de l'espectre electromagnètic. A més a més, aquesta zona de microones es troba subdividida en altres zones freqüencials, les quals s'utilitzen per una comunicació o una altra. Les microones ocupen la zona compresa entre 300 MHz i 300 GHz i la corresponent longitud d'ona és d'1 m a 1 mm.

## Propietats
El perquè de la utilització de la utilització de microones és que a causa de la seva alta freqüència passen fàcilment a través de l'atmosfera amb menys interferència que altres freqüències més petites. També, l'espectre de les microones, ofereix més amplada de banda que altres de l'espectre radioelèctric. El seu ús es limita a zones a les quals no hi hagi gran quantitat d'obstacles, i la seva eficiència es veu afectada per les condicions meteorològiques.

## Tecnologies per la comunicació per microones
Algunes de les aplicacions mencionades anteriorment utilitzen algunes tecnologies de comunicació que es presenten a continuació:

### LMDS

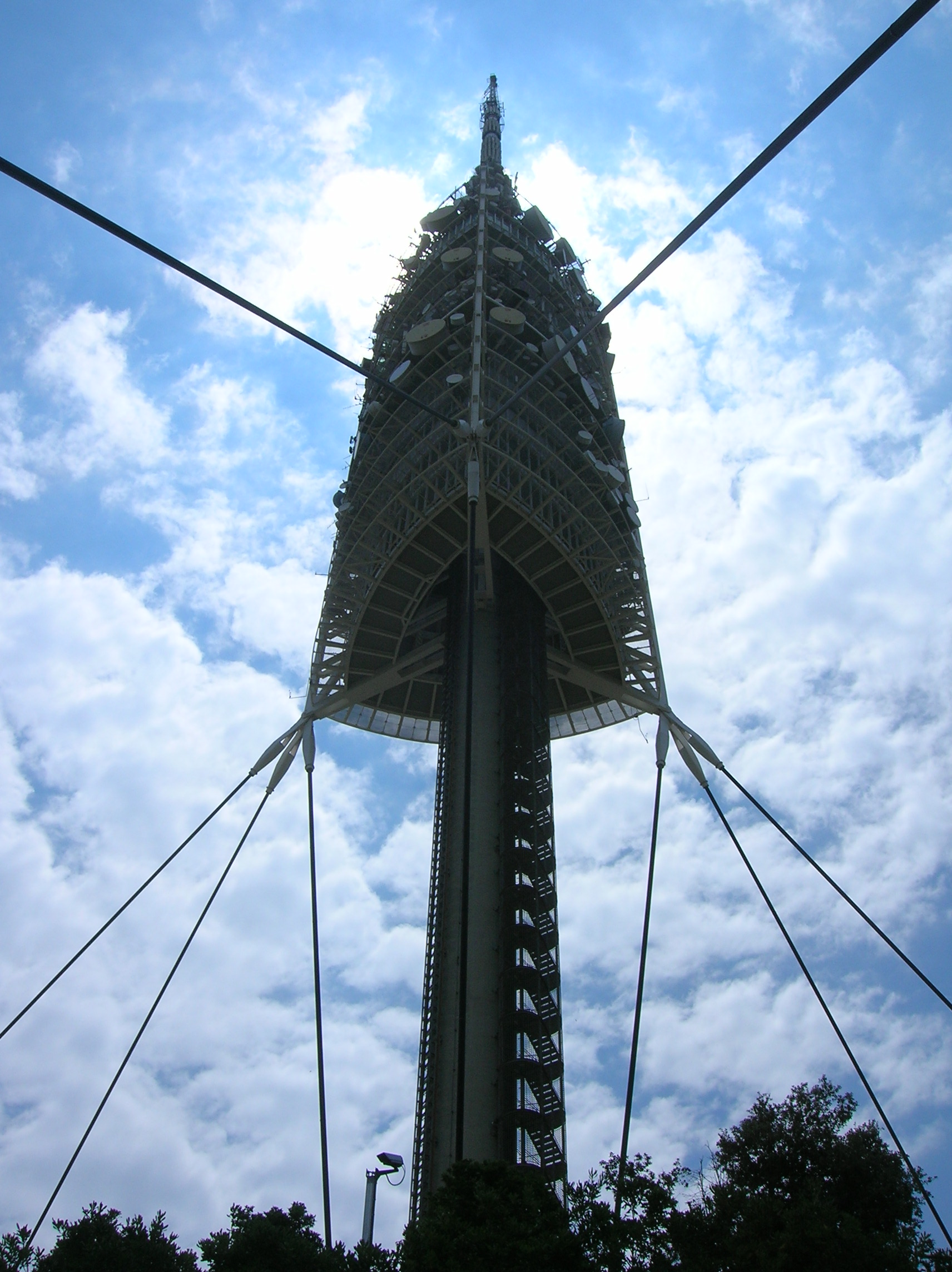
Torre de comunicacions de Collserola.

El Sistema de Distribució Local Multipunt o LMDS (Local Multipoint Distribution Service) és una tecnologia de connexió per microones que permet un gran amplada de banda. Això fa que aquest servei sigui apte per comunicacions de veu, accés a Internet, comunicacions de dades, i vídeo sota demanda (VoD)
La banda de freqüència utilitzada per a la comunicació és la banda ka (al voltant dels 28 GHz, depenent de les llicències dels diferents països), per aquest motiu, les distàncies de transmissió han de ser curtes, ja que a aquesta freqüència tan alta les reflexions són grans i dificulten la comunicació.
Les distàncies d'enllaç van des de 100 m fins a 35 km i les modulacions utilitzades són QAM o bé QPSK, i les taxes de bits que s'aconsegueixen són de l'ordre de 8Mbps, i les metodologies d'accés al medi utilitzades són FDD, FDMA, TDD, TDMA i FH.

### MMDS
Servei de Distribució Multipunt i Multicanal o MMDS (Multichannel Multipoint Distribution Service o Multipoint Microwave Distribution System), també conegut com a BRS (Bussines Radio Sistem), és una tecnologia de comunicacions sense fils utilitzada per a la televisió per cable definida per l'IEEE. La banda de freqüències a la qual treballa es troba entre 2 GHz i 3 GHz. En aquest cas, al treballar a freqüències més baixes, les àrees de cobertura són més grans que el cas anterior de LMDS, fins a 100 km de cobertura, i a més és menys sensible a la pluja, tot i que té una atenuació important deguda als edificis i necessita una visibilitat directa en la major part dels casos. Aquesta banda està separada en 11 canals cadascun amb una amplada de banda de 10 Mbps independent de l'altre amb la idea de transmetre diferents continguts multiplexats en el mateix canal.

### WiMAX
La interoperabilitat mundial per accés per microones o Wimax (de l'anglès Worldwide Interoperability for Microwave Access) és una altra tecnologia per a la transmissió de dades per microones, coneguda com a tecnologia d'ultima milla que permet la recepció de dades per microones i el reenviament per ones de ràdio. La idea és dotar d'accés a Internet a zones a les quals és molt costós l'accés del cable o de la fibra. L'únic organisme que pot donar el certificat de correcta utilització de l'estàndard és el WiMAX Forum.
La versió original està basada en l'estàndard IEEE 802.16, tot i això hi ha diferents modificacions de l'estàndard que per exemple, a diferència dels mètodes mencionats anteriorment, WiMAX permet a més de l'accés fixe amb 802.16-2004 ó 802.16d, l'accés amb mobilitat amb 802.16-2004 ó 802.16e.

### MVDS
Sistema Multipunt de Distribució de vídeo o MVDS (Multipoint Video Distribution System), aquest sistema treballa a dues bandes de freqüències diferents, entre 10 GHz i 14 GHz, i entre 40 GHz i 44 GHz.

## Aplicacions
Les microones s'utilitzen per a diferents tipus de comunicació, com ara comunicacions cel·lulars, comunicacions de dades, radiodifusió, televisió... I altres aplicacions no relacionades amb les comunicacions pròpiament, com ara la transferència de potència a partir de microones, o el sistema radar.

### Xarxes per microones

#### Xarxes sense fils

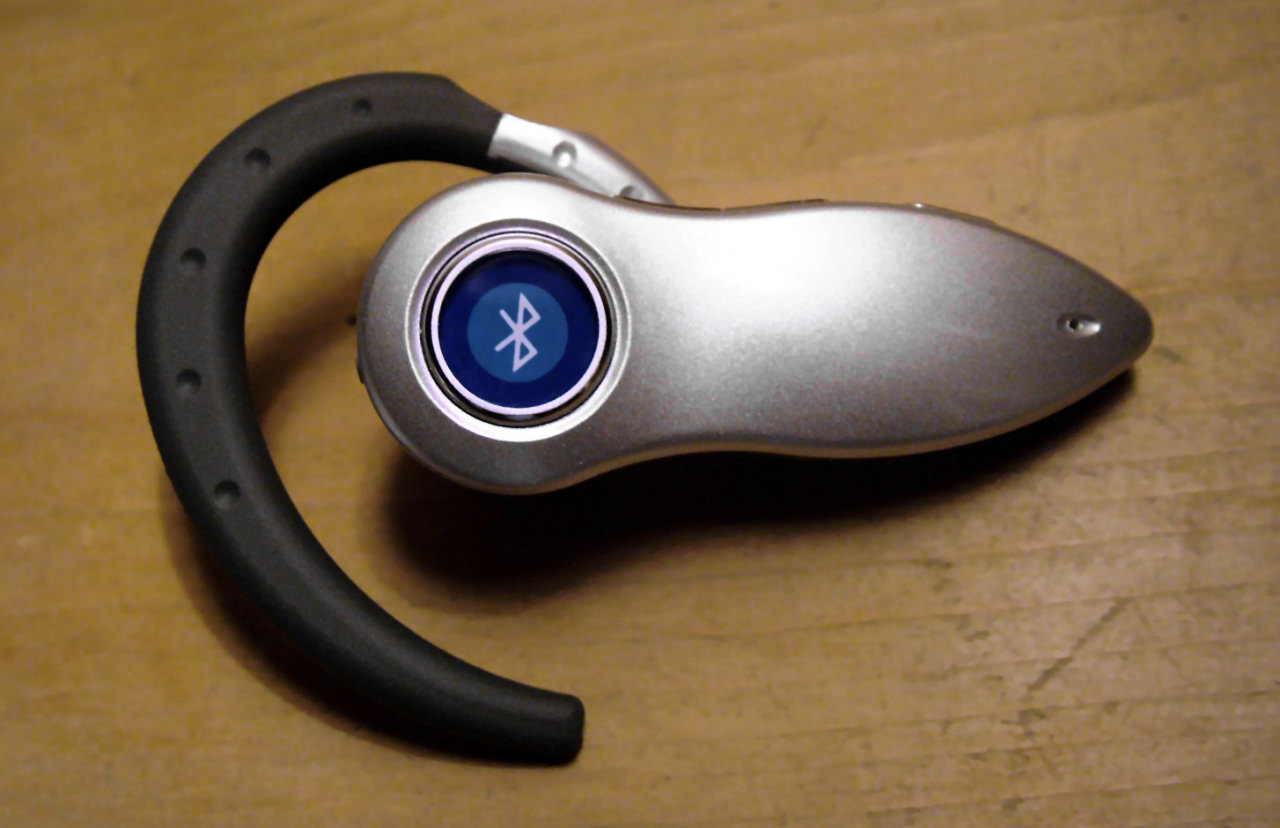
Mans lliures que treballa amb bluetooth.

El cas del bluetooth el qual permet aconseguir unes taxes de bit fins a 720 kbps, ZigBee, WLAN, WWLAN (on es troben les tecnologies 3,5G com HSUPA, les 3G com UMTS, les 2G com GPRS o GSM) o altres serveis estan basats en la transmissió de senyal a partir de microones.

#### Internet

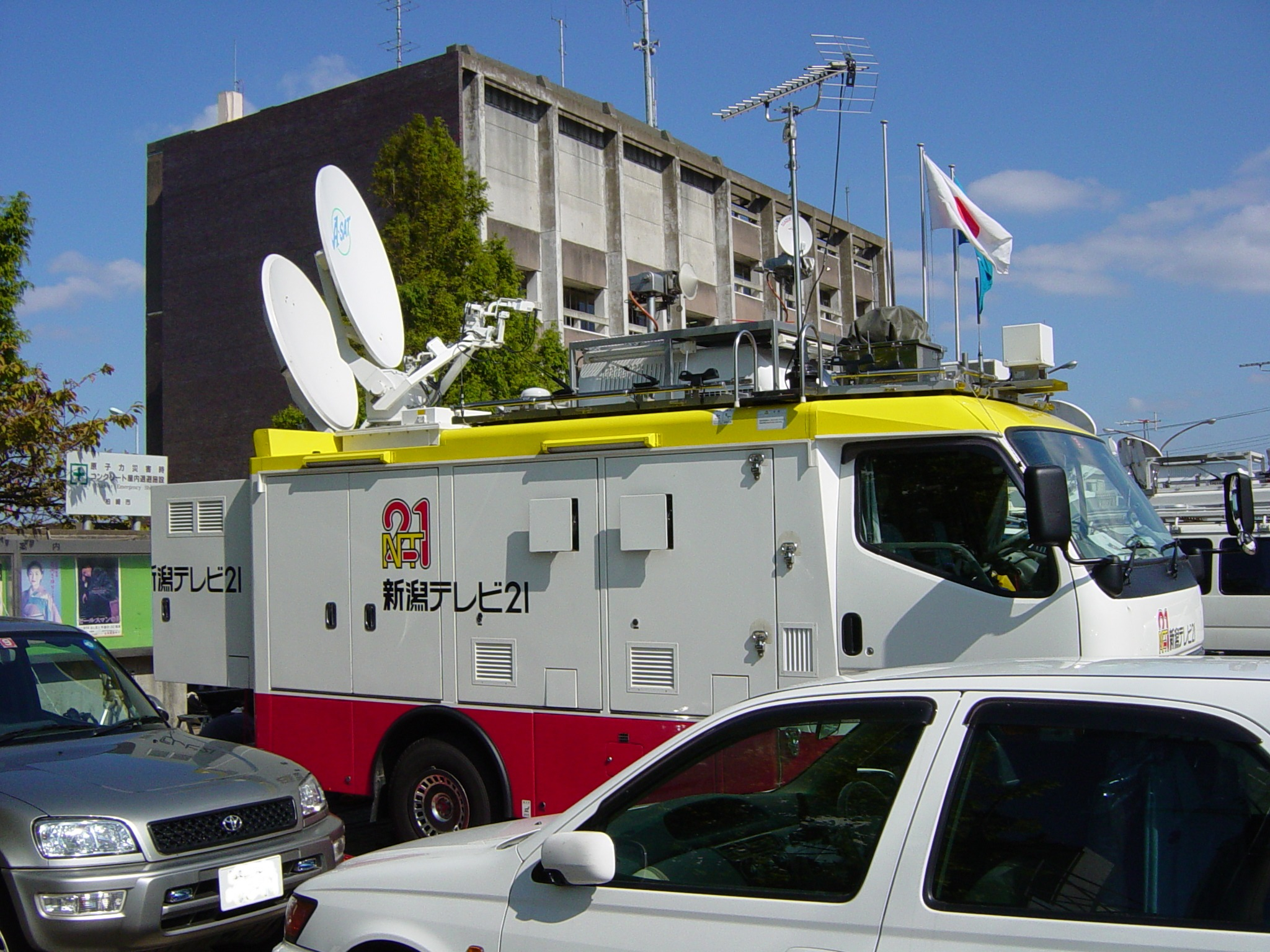
Unitat mòbil d'una televisió japonesa.

Moltes empreses que ofereixen serveis d'Internet, ho fan a partir de microones, els quals permeten velocitats de transmissió i recepció fins a 2,048 Mbps. La recepció es fa mitjançant una antena de microones orientada per tal de no trobar obstacles, connectada a un mòdem i aquest a l'ordinador. A Espanya les freqüències assignades són les bandes de 3,5 o 26 GHz.

### Serveis de contribució
En radiodifusió senten com un servei de contribució a la transmissió del senyal audiovisual des del lloc d'adquisició o generació fins als estudis de producció. Les microones s'utilitzen per a transmetre aquests continguts, a partir d'una antena direccional en contacte directe amb el centre receptor, és a dir, evitant al màxim els obstacles intermedis. Aquestes antenes han d'estar situades el més amunt possible per tal d'abastar el major espai possible. A més a més s'han de tenir presents les característiques del terreny, com poden ser la presència de rius o llacs propers, ja que això podria alterar la mateixa comunicació i crear reflexions no desitjades.

### Serveis de difusió
La difusió és l'enviament de senyal des dels centres emissors fins a l'últim usuari, és a dir, fins al receptor final.
En aquest cas tenim l'exemple de la televisió per satèl·lit, que utilitza comunicació per microones per tal d'establir contacte satèl·lit-satèl·lit i satèl·lit-estació base.
A més a més la difusió per a la televisió i ràdio terrestre també es pot considerar una comunicació per microones, ja que la zona de l'espectre que s'utilitza, és a dir UHF, VHF, FM, es troba compresa entre els valors donat anteriorment.